# Hayley Lever

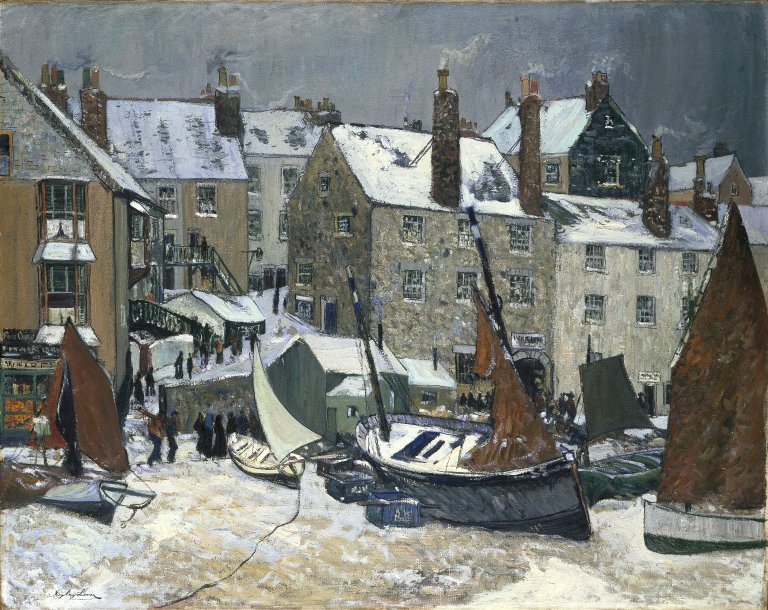
Winter St. Ives, ca. 1914. Brooklyn Museum

Richard Hayley Lever (* 28. September 1876 in Bowden, South Australia; † 6. Dezember 1958 in Mount Vernon, New York)  war ein australisch-US-amerikanischer Maler, Radierer, Dozent und Kunstlehrer.

## Leben
Der im südaustralischen Bowden geborene Richard Hayley Lever interessierte sich schon früh für die Malerei. Eine Familienerbschaft ermöglichte ihm 1899 eine Reise nach England, wo er in St. Ives, einem Fischerhafen und einer Künstlerkolonie an der Küste Cornwalls, malte. Dort teilte er sich ein Atelier mit Frederick Waugh und studierte Maltechniken bei den Impressionisten Julius Olsson und Algernon Talmage. Er malte auch Szenen in den französischen Hafenstädten Douarnenez und Concarneau in der Bretagne auf der anderen Seite des Ärmelkanals. 1911 überredete Ernest Lawson, ein impressionistischer Maler und einer der The Eight Künstlergruppe, Hayley Lever, in die Vereinigten Staaten auszuwandern, wo der Künstler den Rest seines Lebens verbrachte.  Von 1919 bis 1931 unterrichtete er an der Art Students League of New York und stellte regelmäßig mit Lawsons Künstlerfreunden Robert Henri, William Glackens, John French Sloan und George Bellows aus.  Nachdem er mehrere Sommer damit verbracht hatte, Küstenlandschaften in Gloucester und Marblehead zu malen, ließ sich Hayley Lever dauerhaft in Massachusetts nieder, um dort zu leben und sein Atelier zu betreiben. Später lebte er in Caldwell, New Jersey, und ab 1938 in Mount Vernon, New York, wo er bis zu seinem Tod 1958 blieb.

## Werk
Hayley Levers Werk ist gekennzeichnet durch impressionistische Maltechniken. Seine bevorzugten Motive waren maritime Szenen, insbesondere Küstenlandschaften und Hafenszenen. Während seiner Zeit in St. Ives wurde er stark von Vincent van Gogh beeinflusst, was sich in seinem lebhaften Pinselstrich und seiner kräftigen Farbpalette widerspiegelt. In den USA setzte er seine Arbeit mit Darstellungen von New Yorker Stadtansichten und der Küste Neuenglands fort. Seine Werke sind in bedeutenden Museen wie dem Metropolitan Museum of Art in New York und der Phillips Collection in Washington, D.C. vertreten.